# アウグストゥスの家
アウグストゥスの家（ラテン語: Domus Augusti ドムス・アウグスティ）は、イタリア ローマのパラティヌスの丘（パラティーノの丘）にあるローマ帝国初代皇帝アウグストゥスの邸宅跡。
1世紀末にドミティアヌス帝が建てたドムス・アウグスターナ（皇帝の家）とは隣接しているが全く別の施設であり、アウグストゥスの生家（アウグストゥスの家と表記する資料もある）とも別である。

## 概要
オクタウィアヌス（後のアウグストゥス帝）は、カエサル暗殺に対する復讐がある程度決着がついた紀元前36年にパラティヌスの丘にあった元老院派クィントゥス・ホルテンシウスの邸宅跡を買い取り、自身の住居とした。アウグストゥスはこの邸宅で伝統的で華美に走らない生活を送ることで、世間に対し権力者の謙虚な姿勢を示した。この邸宅はロムルスの家などローマ建国伝説の地の遺跡にほぼ隣接して建てられていて、その建物は2階建てで、南西側に柱廊に囲まれ池のある庭ペリスティリウムを擁していた。
『皇帝伝（De vita Caesarum）』を著した帝政ローマ期の歴史家スエトニウスによると“アウグストゥスは謙虚に、慎重に振舞った。当初、フォルム・ロマヌムの近くに居を構えていたが、後にパラティヌスの邸宅に移る。その邸宅は適度な大きさと優雅さを備え、近場で採れた石を使った列柱廊に囲まれた小規模なペリスティリウムを擁し、柱廊に面した部屋は控えめで大理石を敷き詰めるなど華美に走っていなかった。彼は40年間この邸宅で起居した。”
邸宅は紀元3年に火災で消失し、その後再建され国家資産とされた。ネロ帝の時代にも火災で被害を受けたとスエトニウスは記している。

## 平面図

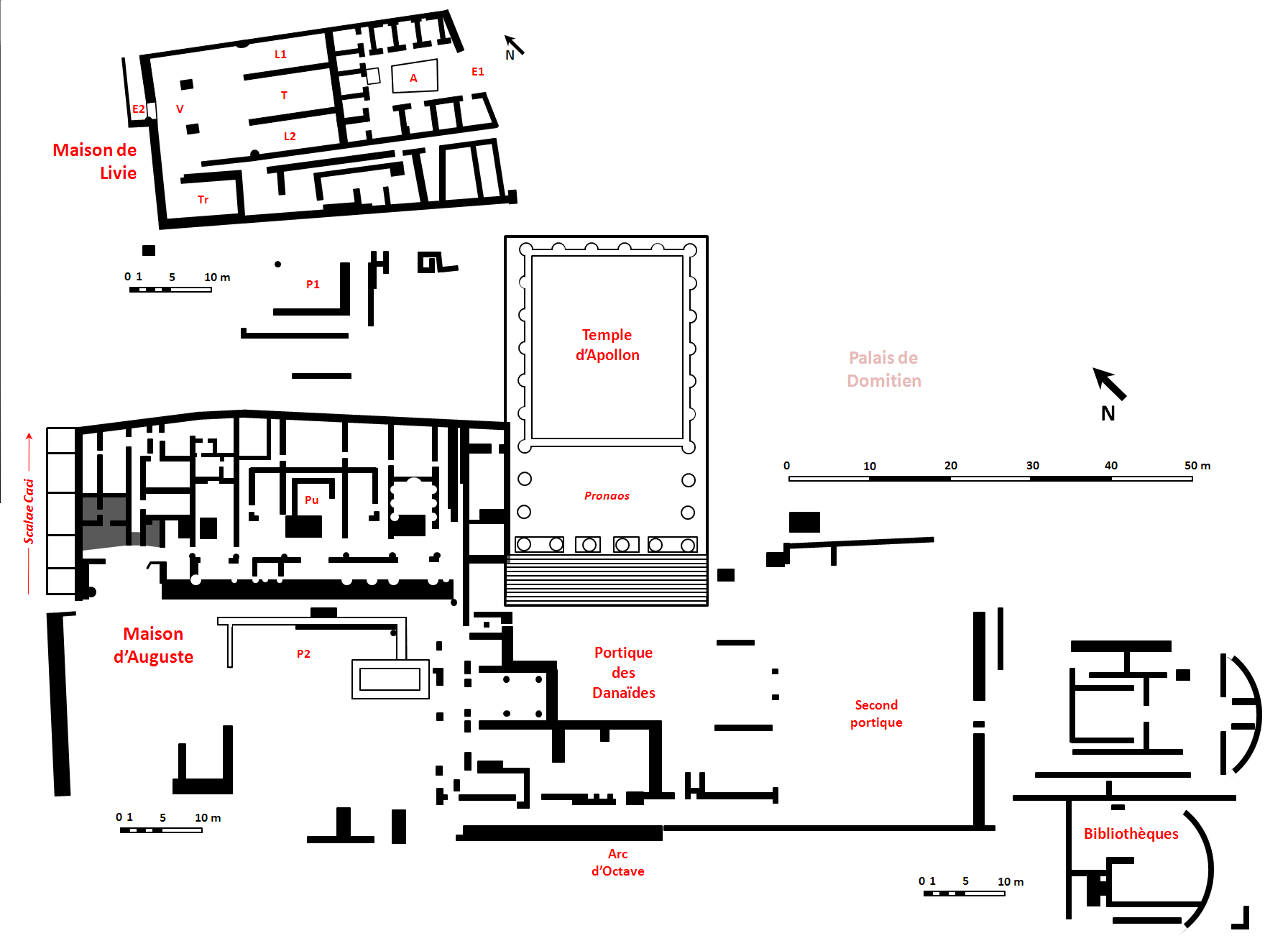
アウグストゥスの家、ドムス・リウィアエ、アポロン神殿 (パラティヌス)付近

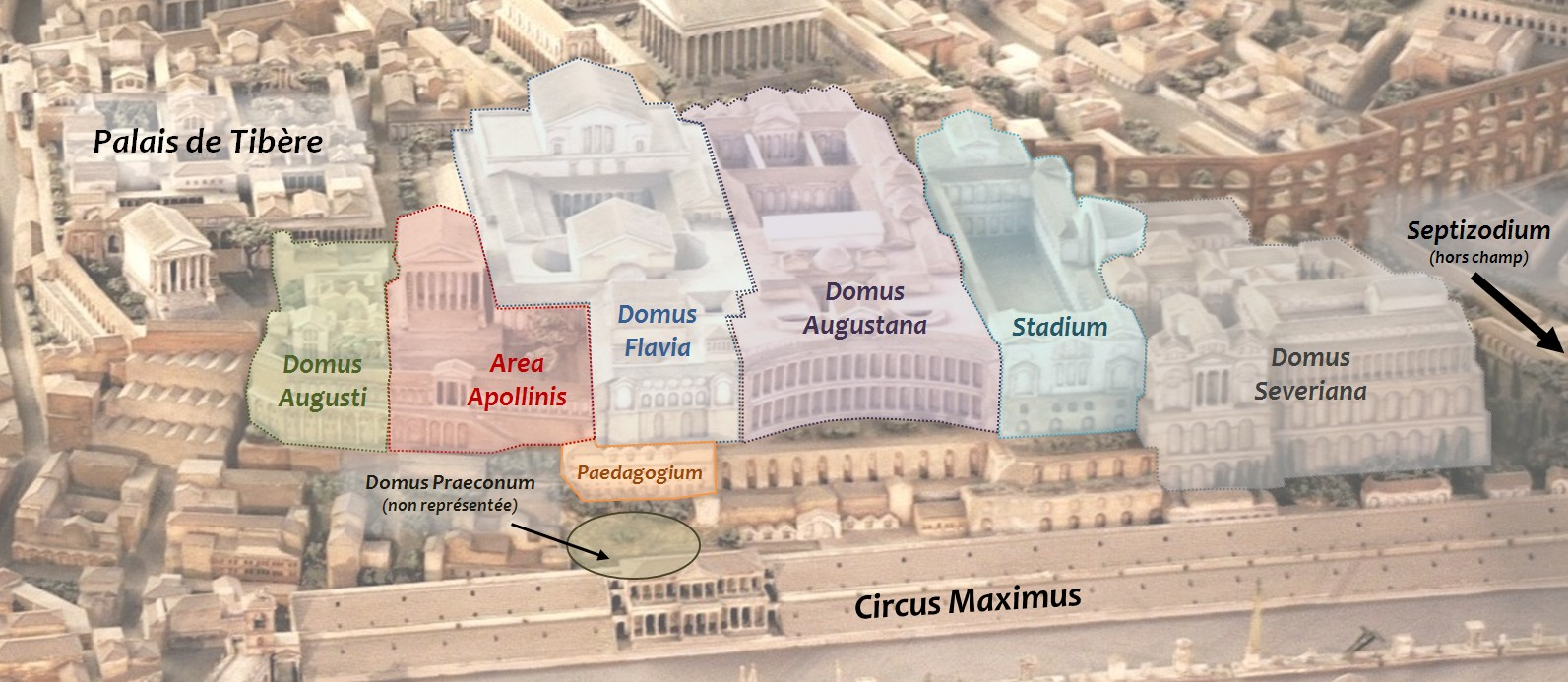
再現模型（建造物群の左端、薄緑で示されたものがアウグストゥスの家）